# جيان كارلو مينوتي
جيان كارلو مينوتي (بالإيطالية: Gian Carlo Menotti)‏ (و. 1911 – 2007 م) هو موزع (موسيقى)، ومخرج أفلام، وملحن، وعالم موسيقى، ومعلم موسيقى، وواضع كلمات الأوبرا إيطالي، وكان عضوًا في الأكاديمية الأمريكية للفنون والعلوم، توفي في مونت كارلو، عن عمر يناهز 96 عاماً.

## التعليم
تعلم في مؤسسة كيرتس للموسيقى ‏، في تخصص تأليف موسيقي (منذ 1928)، وMilan Conservatory ‏.

## جوائز وترشيحات
حصل على جوائز منها:
جوائز
- جائزة بوليتزر عن فئة الموسيقى (1950)
- زمالة غوغنهايم (1946)
- مركز كينيدي الثقافي (1984)
- ميدالية جورج بيبودي (1987)
- Donaldson Awards [الإنجليزية]‏ (1949)
- جائزة بيبودي [الإنجليزية]‏ (1951)

ترشيحات
- جائزة البافتا لأفضل فيلم (1953)
- Primetime Emmy Award for Outstanding Music Composition for a Limited or Anthology Series, Movie or Special (Original Dramatic Score) [الإنجليزية]‏ (1955)
- جائزة الأوسكار لأفضل نتيجة موسيقي أصلية [الإنجليزية]‏ (1952)

ترشح لـ:
- جائزة الأوسكار لأفضل نتيجة موسيقي أصلية  [لغات أخرى]‏، عن عمل: The Medium (1951 film) [الإنجليزية]‏.

## وصلات خارجية
- جيان كارلو مينوتي على موقع IMDb (الإنجليزية)
- جيان كارلو مينوتي على موقع الموسوعة البريطانية (الإنجليزية)
- جيان كارلو مينوتي على موقع مونزينجر (الألمانية)
- جيان كارلو مينوتي على موقع ألو سيني (الفرنسية)
- جيان كارلو مينوتي على موقع ميوزك برينز (الإنجليزية)
- جيان كارلو مينوتي على موقع أول موفي (الإنجليزية)
- جيان كارلو مينوتي على موقع قاعدة بيانات برودواي على الإنترنت (الإنجليزية)
- جيان كارلو مينوتي على موقع قاعدة بيانات الأفلام السويدية (السويدية)
- جيان كارلو مينوتي على موقع إن إن دي بي (الإنجليزية)
- جيان كارلو مينوتي على موقع أول ميوزيك (الإنجليزية)